# Literatura del Renacimiento

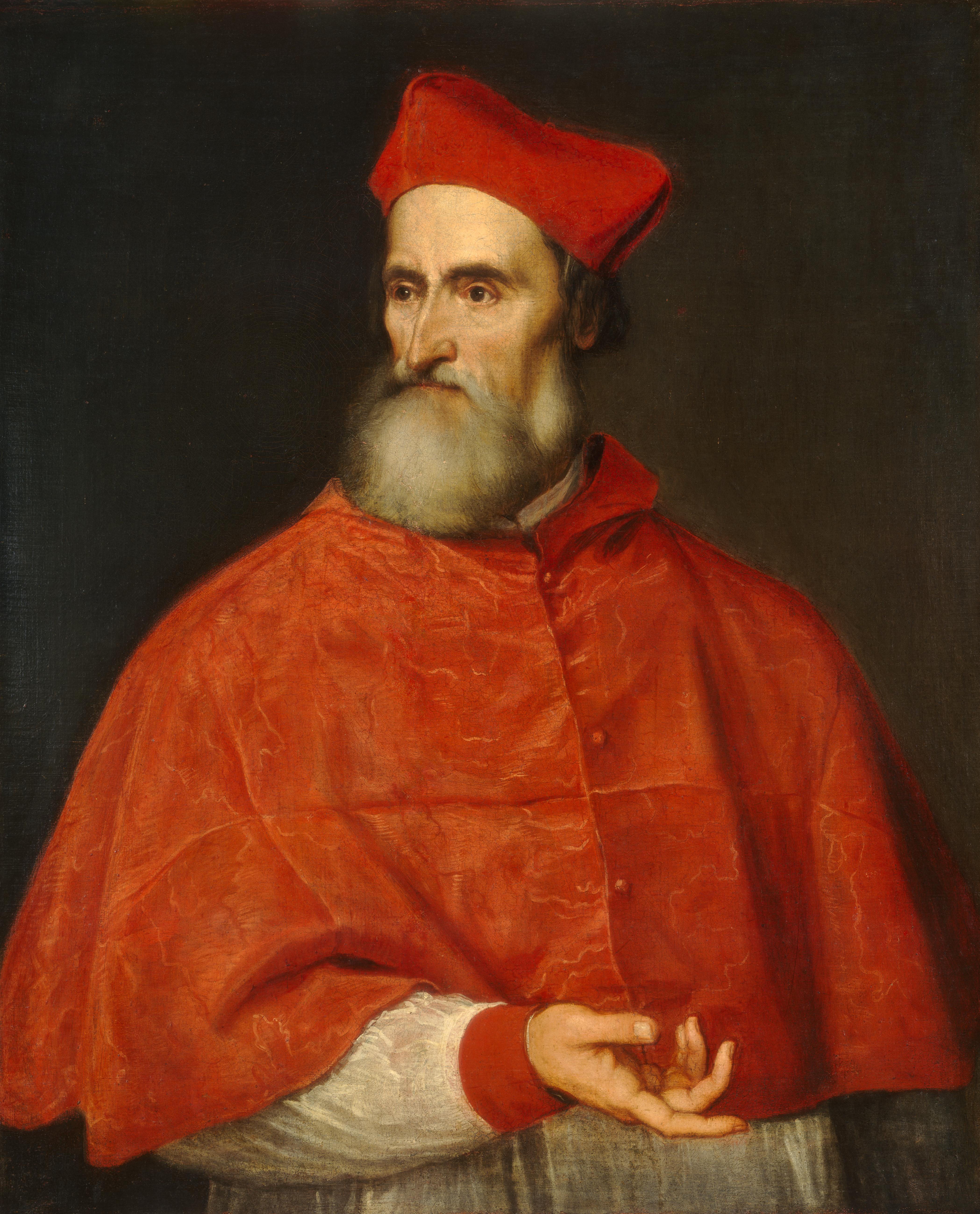
Pietro Bembo fue el rector del gusto literario en la Italia del.

La literatura renacentista forma parte de un movimiento más general del Renacimiento que experimenta la cultura occidental en los siglos XV y XVI, aunque sus primeras manifestaciones pueden ser observadas en la Italia de los siglos XIII y XIV. Se caracteriza por la recuperación humanista de la literatura clásica grecolatina y se difunde con gran fuerza gracias a la invención de la imprenta hacia 1450.
La novedad afecta tanto a los temas como a las formas. Entre los primeros cabe destacar el antropocentrismo, el interés por la naturaleza y la recuperación de la mitología clásica. La filosofía recupera las ideas platónicas y las pone al servicio del cristianismo. La búsqueda del placer sensorial y el espíritu crítico y racionalista completan el ideario de la época. En cuanto a los aspectos formales, se recupera la preceptiva clásica (cuya raíz está en la Poética de Aristóteles), basada en el principio artístico de la imitación. También se desarrollan nuevos géneros (como el ensayo) y modelos métricos (entre los que destaca el soneto como forma estrófica y el endecasílabo como tipo de verso).
Los precedentes de Dante, Petrarca y Boccaccio dan lugar a un esplendor de la literatura renacentista en Italia en el siglo XVI. La figura directriz del gusto poético renacentista de ese siglo será Pietro Bembo, que escribió canciones petrarquistas y sonetos, pero sobre todo, se erigió en el árbitro de la literatura italiana de su tiempo, que fue el centro de irradiación internacional de este movimiento.

## Italia

### Antecedentes

#### Eldolce stil novo
El dolce stil novo ('dulce estilo nuevo') es un tipo de lírica amorosa culta que se desarrolla en Florencia en el siglo XIII. Sus representantes más destacados son Guido Guinizelli, Guido Cavalcanti y Cino da Pistoia.
Sus principales características son: 
- Sinceridad en la expresión de los sentimientos en la línea de la lírica humana, popular y profundamente religiosa de San Francisco de Asís.
- Presencia de una naturaleza primaveral en armonía con el hombre retomando el tópico clásico del locus amoenus.
- Musicalidad, suavidad, elegancia y eufonía en la expresión formal.
- Amor concebido como una experiencia trascendente, que pone en contacto al enamorado con la sabiduría, la felicidad y lo divino.
- La mujer constituye una personificación del ideal neoplatónico. Es un ser angélico de naturaleza celestial concebido como donna angelicata.
- Uso de la lengua vernácula de Florencia: el toscano o italiano.

#### Dante Alighieri y laDivina comedia
Dante Alighieri, nacido en Florencia en 1265 y fallecido en Rávena en 1321, es el perfecto ejemplo de humanista. Escribió en latín clásico y también en la lengua vernácula de Florencia, al que dio un decisivo impulso como lengua de expresión literaria, que la llevaría a constituir con el tiempo la lengua italiana por antonomasia.
En latín escribió una defensa de la lengua vulgar, De vulgari eloquentia (hacia 1304). Predicó con el ejemplo, pues lo más destacado de su producción está escrito en lengua romance: Vita nuova (hacia 1293) y la Divina comedia (1320).
- Vita nuova es una obra profundamente incardinada en el dolce stil nuovo. Mediante sonetos y canciones líricas entretejidas entre la prosa explicativa, describe su amor platónico por Beatriz.

- Su obra maestra es, empero, la Divina comedia, una grandiosa alegoría en tercetos encadenados (forma métrica inventada por Dante), en la que el propio autor, acompañado del poeta latino Virgilio, recorren el Infierno y el Purgatorio hasta que Dante, ya acompañado de Beatriz, contempla el Paraíso.

La Divina comedia destaca por la energía expresiva, el desgarro emocional y la originalidad de sus imágenes. El tema central es el destino trascendente y la reflexión acerca del alma humana, todo ello enmarcado en una concepción del mundo que reúne componentes cristianos y otros provenientes de la cultura clásica de la antigüedad grecolatina.
Un ejemplo de la concepción amorosa de Dante, precursora del pleno Renacimiento en su caracterización de la dama como mujer angélica, es el soneto Tanto gentile e tanto onesta pare ('Tan gentil y tan honesta parece') que pertenece a su obra Vita nuova ('Vida nueva'), compuesta hacia 1293:

Tanto gentile e tanto onesta pare

la donna mia quand'ella altrui saluta,

ch'ogne lingua deven tremando muta,

e li occhi no l'ardiscon di guardare.

Ella si va, sentendosi laudare,

benignamente d'umiltà vestuta;

e par che sia una cosa venuta

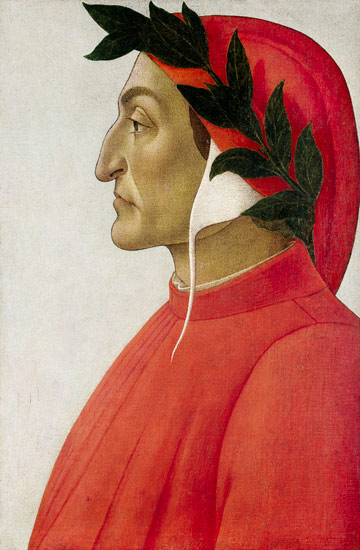
Retrato de Dante por Botticelli.

da cielo in terra a miracol mostrare.

Mostrasi sì piacente a chi la mira,

che da per li occhi una dolcezza al core,

che'ntender non la può chi non la prova;

e par que de la sua labbia si mova 

un spirito soave, pien d'amore,

che va dicendo a l'anima: sospira.
Tan gentil, tan honesta en su pasar 

es mi dama cuando a otros saluda, 

que toda lengua tiembla y queda muda,

y los ojos no se atreven a mirar.

Ella se va, oyéndose alabar, 

benignamente de humildad vestida, 

y parece que sea cosa venida 

para un milagro del cielo mostrar.

Se muestra tan grata a quien la admira,

dan al pecho sus ojos tal dulzor,

que no puede entender quien no lo prueba;

parece de sus labios que se mueva

un soplo suave, tan lleno de amor,

que al alma va diciéndole: suspira.

#### Francesco Petrarca y elCancionero
Petrarca (1304-1374), nacido en Arezzo de orígenes florentinos, supone la cumbre del humanismo prerrenacentista. Su prolífica obra en latín e italiano abarca temas y asuntos variados, es de la épica histórica culta en latín de África, en la que relata las guerras púnicas, hasta su lírica, modelo de todos los poetas renacentistas posteriores, representada por su Cancionero (1350) escrito en italiano e inspirado por su amada Laura, pasando por un poema alegórico también en lengua vernácula: los Triunfos (Trionfi).
- El Cancionero (titulado originalmente Rerum vulgarium fragmenta) pero escrito en italiano) consta de 300 sonetos y unos 50 poemas variados (canciones, madrigales) dedicados a glosar su amor no correspondido por Laura. Los sentimientos se humanizan con respecto al dolce stil nuovo y a los poemas de la Vita nuova. Laura es una mujer real (aunque idealizada e inaccesible), que provoca en el poeta una gran variedad de emociones contrapuestas. El amor se describe psicológicamente con gran detalle. Sus motivos fueron retomados por toda la poesía occidental en el futuro.

He aquí un soneto característico de la lírica de Petrarca:

Onde tolse Amor l’oro, et di qual vena,

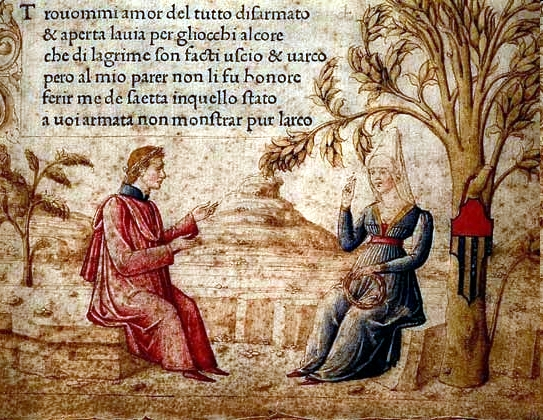
Laura y Petrarca en el Cancionero.

per far due trecce bionde? e ’n quali spine

colse le rose, e ’n qual piaggia le brine

tenere et fresche, et die’ lor polso et lena?

Onde le perle, in ch’ei frange et affrena

dolci parole, honeste et pellegrine?

onde tante bellezze, et sí divine,

di quella fronte, piú che ’l ciel serena?

Da quali angeli mosse, et di qual spera,

quel celeste cantar che mi disface

sí che m’avanza omai da disfar poco?

Di qual sol nacque l’alma luce altera

di que’ belli occhi ond’io ò guerra et pace,

che mi cuocono il cor in ghiaccio e ’n fuoco?
¿Dónde cogió el Amor, o de qué vena,

el oro fino de tu trenza hermosa?

¿En qué espinas halló la tierna rosa

del rostro, o en qué prados la azucena?

¿Dónde las blancas perlas con que enfrena

la voz suave, honesta y amorosa?

¿Dónde la frente bella y espaciosa,

más que el primer albor pura y serena?

¿De cuál esfera en la celeste cumbre

eligió el dulce canto, que destila

al pecho ansioso regalada calma?

Y ¿de qué sol tomó la ardiente lumbre

de aquellos ojos, que la paz tranquila

para siempre arrojaron de mi alma?
Petrarca, Cancionero, soneto CCXX. Traducción de Alberto Lista.

#### Boccaccio y elDecamerón

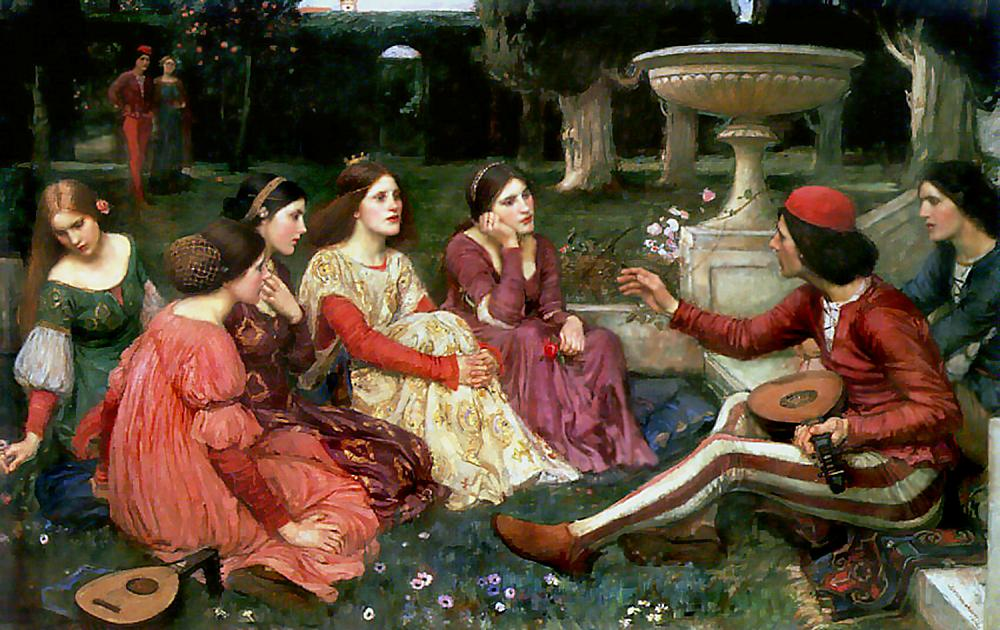
Nueve de los jóvenes protagonistas del Decamerón representados en A tale from Decameron (1916) por John William Waterhouse.

Giovanni Boccaccio (1313-1375) da inicio a la novella, por entonces un relato corto de tema amoroso. Se le conoce fundamentalmente por el Decamerón, conjunto de cien cuentos que giran alrededor de tres temas: el amor, la inteligencia humana y el azar.
Los temas son casi siempre profanos, a tono con la mentalidad burguesa que empezaba a fraguarse en Florencia. Son frecuentes los asuntos de mujeres que engañan a sus maridos. Se intercalan a menudo canciones populares italianas en verso.
La importancia del Decamerón estriba en gran parte en su muy cuidada y elegante prosa, que estableció un modelo a imitar para los futuros escritores del Renacimiento, pero también en haber constituido el molde genérico de la futura novela cortesana, no sólo en Italia a través de los llamados novellieri (Mateo Bandello o Giraldi Cinthio), sino en toda Europa, como es el caso de El Patrañuelo de Juan de Timoneda o las Novelas ejemplares de Cervantes.

### El siglo XVI
Dante, Petrarca y Boccaccio dan lugar a un esplendor de la lírica renacentista en Italia en el siglo XVI. La figura directriz del gusto poético renacentista es Pietro Bembo, que escribió canciones petrarquistas y sonetos, pero sobre todo, se erigió en el árbitro de la literatura italiana de su tiempo.

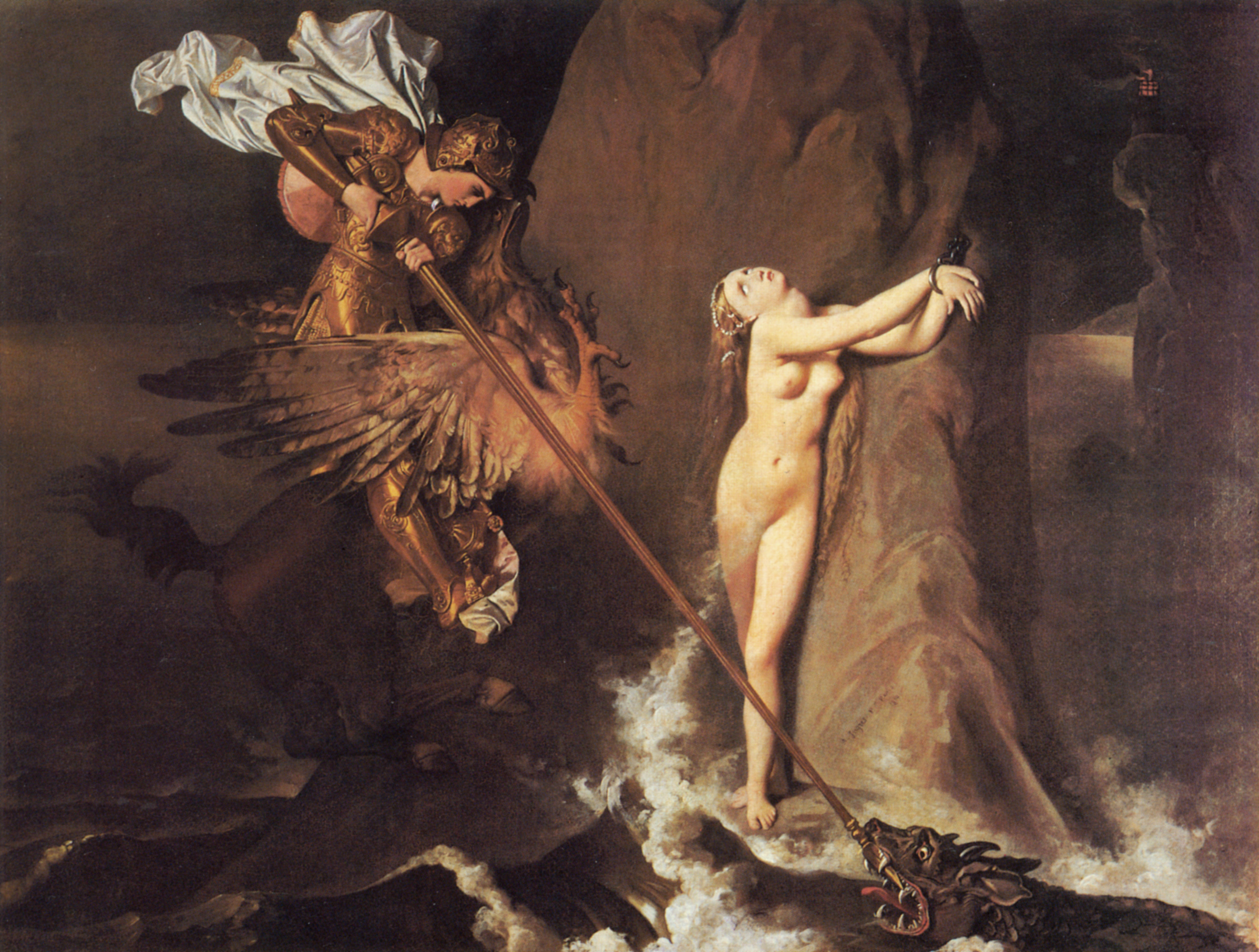
Rugiero salvando a Angélica (Ingres, 1819).

- Se puede decir que la figura más señera de la literatura versificada de su tiempo en italiano fue Ludovico Ariosto, autor del Orlando furioso, un extenso poema narrativo de género fantástico y raigambre épica que continuaba el Orlando enamorado de Matteo Maria Boiardo y se inspiraba en la materia de Francia y la materia de Bretaña medievales. El asunto de esta obra es la locura de Orlando (personaje que con el nombre francés Roland y el español Roldán) fue uno de los míticos pares de la corte carolingia y protagonizó la Canción de Roldán' que, enamorado de la bella Angélica, vive numerosas peripecias persiguiéndola y se vuelve loco. La hermosa Angélica se ha enamorado de Medoro, guerrero musulmán a quien esta había sanado, y presa de un ataque de celos, Orlando arrasa montañas y destruye cuanto encuentra a su paso. Para recuperar la cordura su amigo Astolfo, montado en un hipogrifo, viaja a la luna donde encuentra, dentro de una botella, el elixir del raciocinio de Orlando quien, tras beber de él, recobra el juicio. Durante toda la narración, presidida por un tono muy fantasioso, se intercalan breves relatos. El Orlando furioso fue objeto de numerosas traducciones, continuaciones e imitaciones, y supuso el más importante modelo para la épica culta renacentista.

- Torquato Tasso, que escribió en la segunda mitad del siglo XVI, es autor de la Jerusalén libertada, que narra la toma de Jerusalén por Godofredo de Bouillon en la primera cruzada.

En prosa dictan la norma del nuevo espíritu El Cortesano de Baltasar de Castiglione, que plantea el modelo de hombre renacentista, y El Príncipe de Nicolás Maquiavelo, que es un tratado de teoría política.
Otro humanista destacado, aunque de origen neerlandés europeo y humanista, que escribió en latín, es Erasmo de Róterdam, cuyo Elogio de la locura es una crítica a la humanidad dada al placer, sin excluir de su crítica los comportamientos clericales e inicia una corriente, el erasmismo, que en algunos casos desembocaría en la reforma protestante.

## Alemania

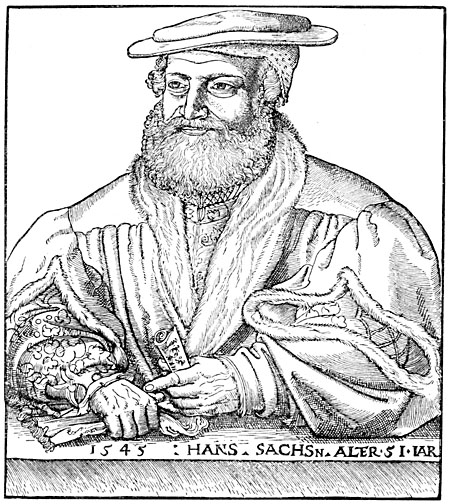
Hans Sachs.

Alemania aportó al Renacimiento la tecnología que lo difundió rápidamente: la imprenta, inventada  por Johannes Gutenberg. La imprenta, junto con el del papel, abarató y multiplicó el número de los libros causando en toda Europa una cada vez mayor generalización de la lectura y la cultura, propiciando el nacimiento del sentido crítico que dio lugar a la Reforma protestante. Entre 1450 y 1600 se difundió en los países y principados del área germánica el humanismo y surgió, como consecuencia del mismo, la Reforma protestante. Representantes conocidos fueron Erasmo de Róterdam, activo en Basilea, y Johannes Reuchlin, aunque ambos escribieron la mayoría de sus obras en latín y tuvieron poca influencia fuera de los círculos de eruditos. Erasmo atacó las creencias más superficiales y el excesivo poder y corrupción moral de la Iglesia católica en sus Colloquia, diálogos compuestos a la manera helenística de Luciano de Samosata. Una vertiente más popular tuvo el humanismo de Ulrich von Hutten (1488-1523), con sus poemas rebeldes, o de Sebastian Brant (1458-1521), que escribió con gran éxito su satírica Narrenschiff o La nave de los locos en alemán. Ilustrada por Alberto Durero, esta obra fue, antes de Los sufrimientos del joven Werther de Goethe, la obra en alemán más popular e impresa.
El movimiento de más éxito fue la Reforma Protestante introducida por Martín Lutero (1483-1546). Lutero escribió sus ideas en alemán y tradujo la biblia al lenguaje que el pueblo podía entender; la Biblia de Lutero, traducida entre los años 1522 y 1534, fue un hecho trascendental en la creación de un lenguaje literario unificado del alemán y aceleró el desarrollo del alemán moderno. Por otra parte, merecen mención también los maestros cantores, el Schwank y los Fastnachtsspiel, representaciones de género burlesco, sobre todo en forma de sus representantes más destacados Hans Sachs (1494-1576) y Jörg Wickram (hacia 1505-antes de 1562). Otro autor notable del siglo XVI fue el feroz satírico Johann Fischart (1546-1590), originario de Estrasburgo, cuya obra más conocida es el Affentheurlich Naupengeheurliche Geschichtklitterung.
Un género extendido en la época fue el Volksbuch, un tipo de folleto que se editaba de forma anónima y trataba temas populares. Ejemplos son la Historia de D. Johann Fausten, versión renacentista del mito de Fausto, y los relatos en torno al pícaro Till Eulenspiegel.

## Países Bajos

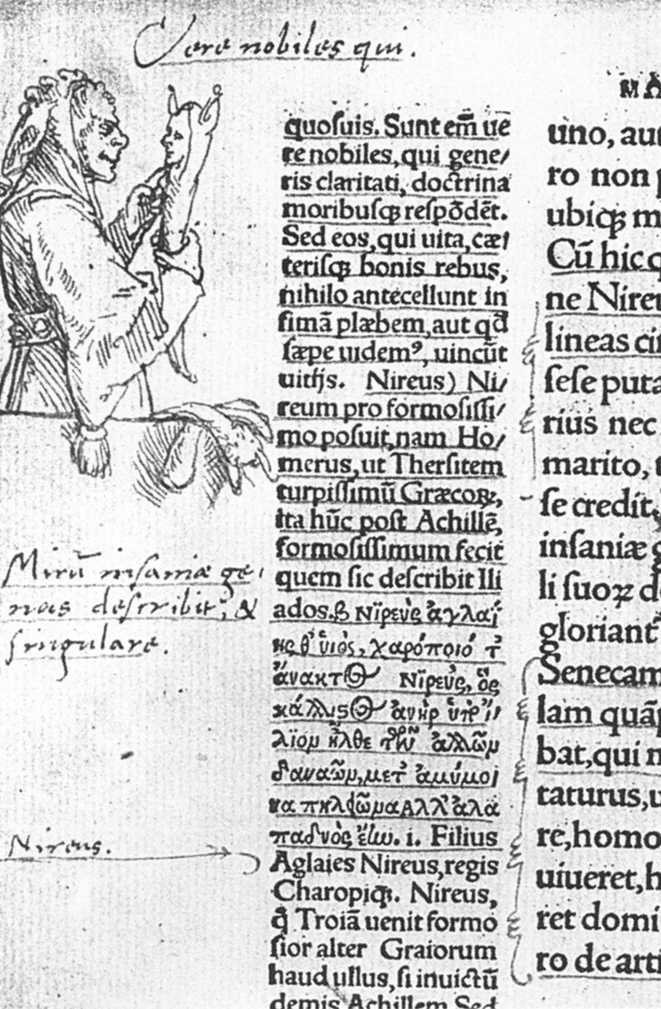
Dibujo a la pluma de Hans Holbein el Joven en el margen del ejemplar de Oswald Myconis de la edición de 1515 del Elogio de la locura de Erasmo.

El siglo XVI está dominado en Holanda por la figura de Erasmo de Róterdam y el humanismo latino. Y aunque el humanismo optó preferentemente por expresarse en latín, ya en el Renacimiento empieza a fraguarse una lengua literaria común a los diversos Países Bajos a partir de las primeras traducciones por parte de los protestantes de la Biblia; se trata de un neerlandés más homogéneo y menos dialectal que hasta entonces.
Este largo proceso empieza con la agitación de los protestantes contra el catolicismo a machamartillo que quiere imponer Felipe II. Los protestantes promueven varias traducciones al holandés del Salterio, en lo que destaca Jan Utenhove, quien fue además el primero en traducir al holandés el Nuevo Testamento. Philips van Marnix escribe sátiras contra la iglesia católica. El humanismo dio entonces figuras como Dirck Volckertszoon Coornhert (1522-1590), autor de un Zedekunst o "Ética" (1586) y el más conocido Erasmo de Róterdam y culminó con el Siglo de Oro de la literatura holandesa, el XVII, cuando se tradujo la Biblia completa al holandés con distintas peculiaridades de cada dialecto para forjar un holandés literario común; esta es la llamada Biblia de los estados. Destacan además otros humanistas sobre todo por sus aportaciones dramáticas: Willem van de Voldersgraft, también llamado Willem Gnapheus (1493-1568) influye poderosamente en el teatro posterior con su drama sobre el tema del hijo pródigo, Acolastus (1529), donde expone como un joven saludable y lleno de vida recibe la noticia de que enfermará y morirá y se queda solo, sin que nadie quiera acompañarlo sus últimos días, y su comedia Morosophus (1531). Joris van Lanckvelt, más conocido como Georgius Macropedius, (1487-1558), escribió la comedia Andrisca sobre dos mujeres adúlteras y el drama Hecastus (1539), muy reimpreso y traducido, sobre todo al alemán, incluso por el gran poeta protestante Hans Sachs. Además escribió varios libros de texto que fueron muy usados, entre ellos un arte para escribir cartas (Epistolica). Como profesor tuvo una amplia serie de discípulos, entre ellos el geógrafo Gerardus Mercator.
El Elogio de la locura de Erasmo de Róterdam, una sátira de los abusos sociales y eclesiásticos, ha sido quizá la obra del humanismo holandés más traducida a todas las lenguas.

## España

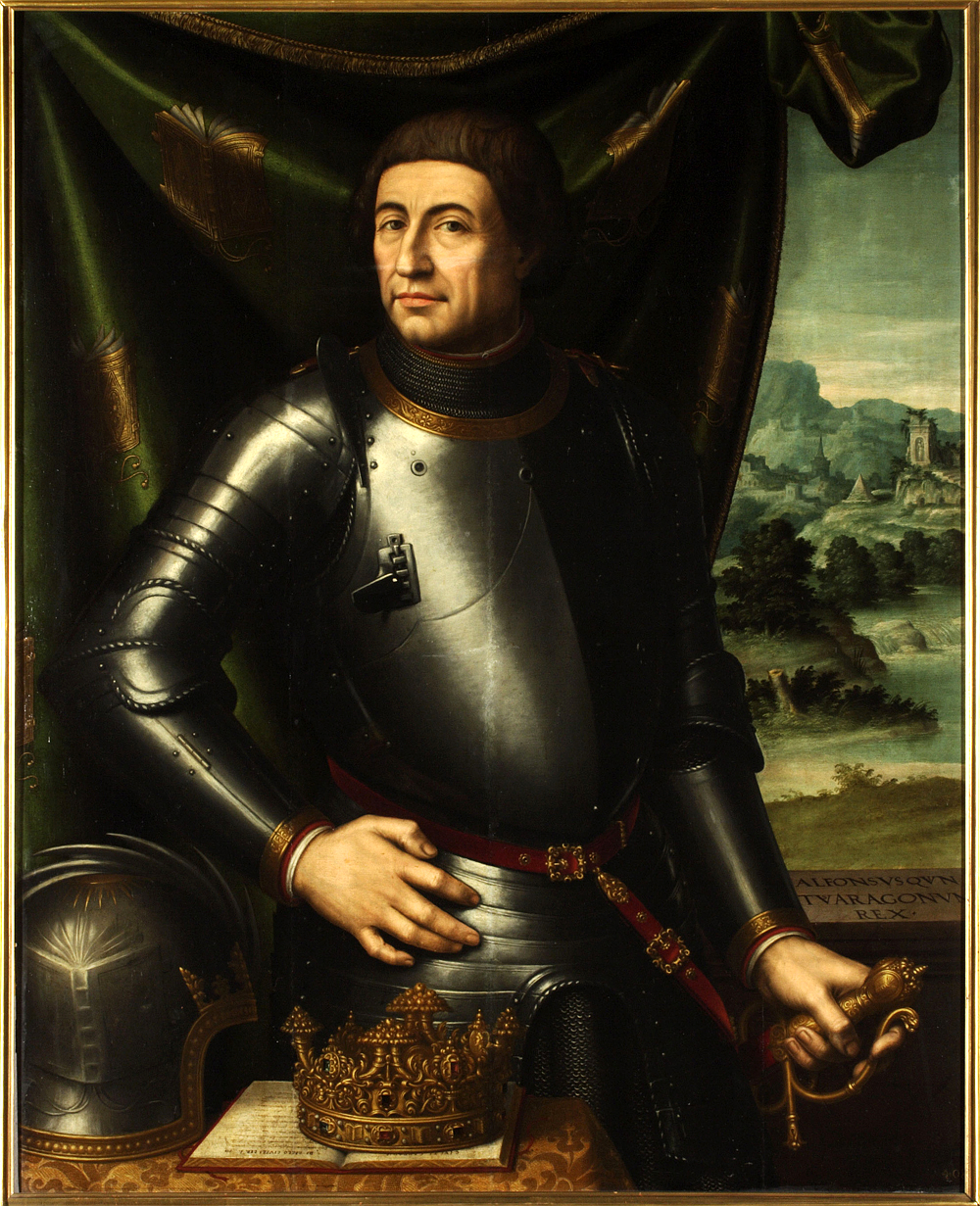
Alfonso V de Aragón retratado por Juan de Juanes. Los signos del libro abierto, los cortinajes y la corona aluden a su autoridad e interés por la literatura.

La introducción del renacimiento en España fue temprana. Aunque las influencias italianas ya se dejaron sentir en el siglo XV, especialmente en torno a la corte napolitana de Alfonso V de Aragón y el magisterio de Lucio Marineo Sículo, Antonio Beccadelli y Lorenzo Valla, no fue hasta el segundo cuarto del siglo XVI que Garcilaso de la Vega y Juan Boscán comienzan, a sugerencia de Andrea Navagero, a adoptar los metros y maneras de la poesía italiana. Inmediatamente comenzó a emerger una pléyade de poetas (entre los que cabe citar a Gutierre de Cetina, Diego Hurtado de Mendoza, uno de los varios autores a los que se atribuye el Lazarillo de Tormes (1554), o Hernando de Acuña) que emularon el camino que había tomado Garcilaso, el llamado «príncipe de los poetas españoles».
En la segunda mitad del siglo XVI las corrientes poéticas toman tres direcciones divergentes. Una evoluciona hacia el manierismo, con Francisco de Aldana (que conoció directamente las sendas de la poesía italiana de este periodo) y Fernando de Herrera, que supuso el eslabón entre la poesía armoniosa de Garcilaso de la Vega y la barroquizante de Luis de Góngora, cuyas primeras obras datan de los años 1580. La otra mira hacia un espiritualismo cristiano, bien en la línea ascética de Fray Luis de León o en las vías místicas exploradas por San Juan de la Cruz y santa Teresa de Jesús. Esta segunda dirección tiene como causa directa la Contrarreforma, que tiene lugar a mediados de siglo. En cuanto a la poesía narrativa, se alcanza un culmen con el poema de épica culta de Alonso de Ercilla titulado La Araucana, que narra la conquista de Chile por los españoles. Una tercera corriente vuelve a los metros tradicionales castellanos y al vivaz octosílabo del tradicional Romancero, revitalizándolo en el llamado Romancero nuevo (Cervantes, Lope de Vega, Góngora....), y por otra parte a la lírica cancioneril en octosílabos del prerrenacimiento a través de las ediciones de Cancioneros como el de Cancionero general de Hernando del Castillo (1511, reimpreso ocho veces más en el siglo XVI).
En el terreno del humanismo destacan dos corrientes; una culta y selecta en latín protagonizada por figuras como Luis Vives, Juan Ginés de Sepúlveda, Hernán Núñez de Toledo, Benito Arias Montano, Francisco Sánchez de las Brozas o Juan de Mariana, entre otros, y otra popularizante de la cultura clásica en castellano protagonizada por el incipiente manierista fray Antonio de Guevara y sus exitosas Epístolas familiares (1539) y personajes más o menos imbuidos de erasmismo como los gemelos Juan y Alfonso de Valdés o Pero Mexía y Luis Zapata, igualmente reimpresos con sus difundidísimmas Silva de varia lección (1540) y Miscelánea (1592) respectivamente. Se suele mencionar como cumbre de la filología española en la época la Biblia políglota complutense, pero se suele olvidar curiosamente la primera y meritísima traducción íntegra, directa y literal desde sus lenguas originales de la Biblia al castellano por el protestante español Cipriano de Valera, la llamada Biblia del oso (1569). Muy importantes son las contribuciones de los cronistas de Indias (Hernán Cortés y sus Cartas de relación; fray Bartolomé de las Casas y su Historia de las Indias (1517); Bernal Díaz del Castillo con su Historia verdadera de la conquista de la Nueva España (1575); Álvaro Núñez Cabeza de Vaca; los cronistas de la conquista del Perú Francisco de Jerez, Gonzalo Fernández de Oviedo, Pedro Cieza de León, el Inca Garcilaso de la Vega etc.) el Lazarillo de Tormes, que inicia el género de la novela picaresca consolidado en una obra de transición, el Guzmán de Alfarache de Mateo Alemán, cuya primera parte ve la luz en 1599. Don Quijote de la Mancha de Miguel de Cervantes ha sido considerada la primera novela moderna. Publicada en dos partes (1605 y 1615) como una parodia de los libros de caballerías, su alcance es mucho mayor, pues supone el resumen y el fin de los géneros renacentistas y el comienzo de una visión del mundo más compleja y conflictiva.
El teatro español empieza en el renacimiento con una obra maestra entre la novela y el drama, La Celestina, de Fernando de Rojas (1499 y 1502), un fuerte aldabonazo en favor del realismo, que fue continuado por otras obras de género celestinesco como La lozana andaluza (1528) de Francisco Delicado o la Segunda Celestina (1534) de Feliciano de Silva entre otras, frente a las idealizadas ficciones de los libros de caballerías (Amadís de Gaula, 1508, Palmerín de Inglaterra, 1547-8 y Tirante el Blanco, 1511 en su traducción castellana); de la novela pastoril (Los siete libros de la Diana (1559) de Jorge de Montemayor); de la novela morisca (Historia del Abencerraje y la hermosa Jarifa, 1565) y de la novela sentimental (Cárcel de amor, 1492, de Diego de San Pedro y Proceso de cartas de amores, 1548, de Juan de Segura). Prosigue el teatro de la primera mitad del siglo XVI con las figuras señeras del también músico Juan del Encina y sus Églogas, de Gil Vicente y su Tragicomedia de Don Duardos, de Bartolomé Torres Naharro con las comedias romanas incluidas en su Propalladia (1517 y 1520) y, ya en la segunda mitad del siglo XVI, Lope de Rueda con sus cómicos Pasos (1567) que preludian el entremés, Jerónimo Bermúdez con sus Nises, tragedias clasicistas sobre el famoso mito de Inés de Castro; Miguel de Cervantes, con la igualmente clasicista Numancia (1585) y sus comedias de cautivos, y la revolucionaria fórmula escénica del fénix de los ingenios Lope de Vega (1562-1635), autor este el más prolífico del teatro mundial, y sus primeros discípulos Guillén de Castro (1569-1631) o Juan de la Cueva (1543-1612).

## Portugal

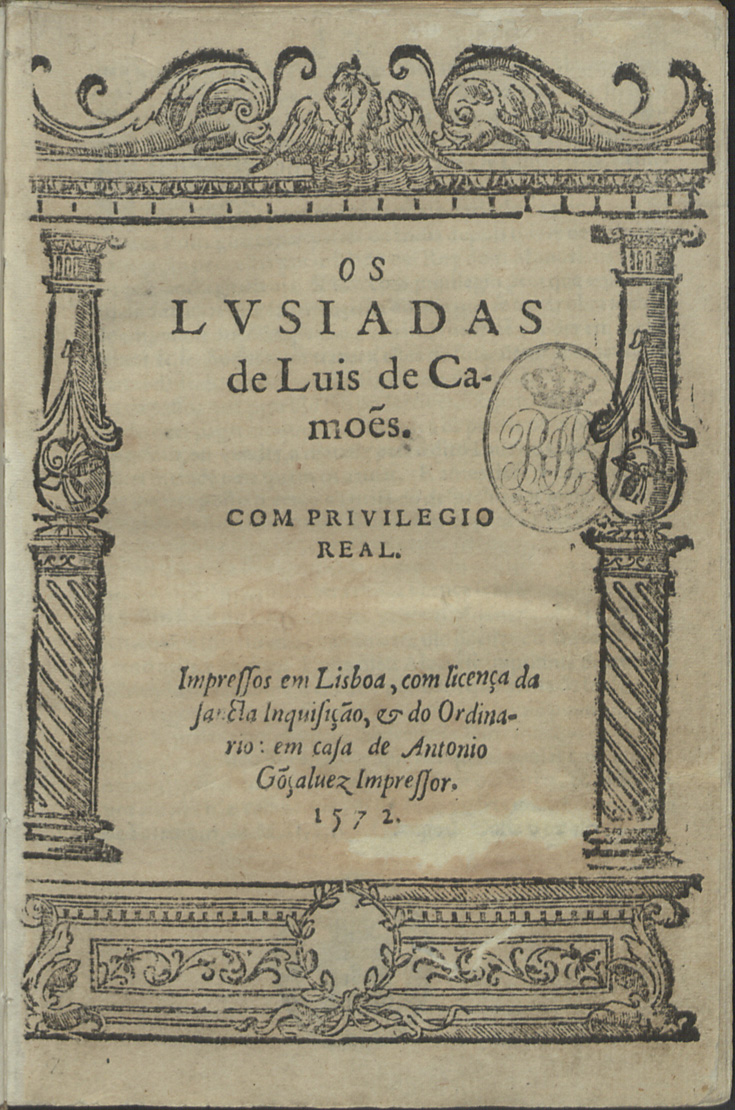
Os Lusíadas, de Camões.

Al igual que en España, también el Siglo de Oro comienza en las letras portuguesas a comienzos del siglo XVI. Quien introduce los modelos poéticos italianizantes es Francisco Sá de Miranda en la primera mitad del siglo. Saa de Miranda fue admirador y amigo de Garcilaso de la Vega, y en una de sus églogas el pastor Nemoroso llora la muerte del poeta toledano. Escribió, como aquel, sonetos, canciones petrarquistas, églogas y otros subgéneros líricos de inspiración italiana.
Pero el poeta nacional portugués por excelencia es Luis Vaz de Camoens, que escribió poesía lírica y épica, tanto en portugués como en español, y destaca por la perfección de sus sonetos. Su obra cumbre es la epopeya Os Lusíadas ('los lusitanos'), que se convirtió en la epopeya nacional y relata las aventuras de los marinos compatriotas, especialmente la de la expedición de Vasco de Gama a la India, con profusión de peripecias, riesgos, naufragios y  batallas. En esta extensa narración épica se incluyen leyendas tradicionales portuguesas, como la historia de Inés de Castro o el paso por el Cabo de las Tormentas.

## Francia
Francia tuvo su gran poeta renacentista en Pierre Ronsard, que encabezó el grupo literario de la Pléyade junto con Joachim du Bellay y formado por siete vates.

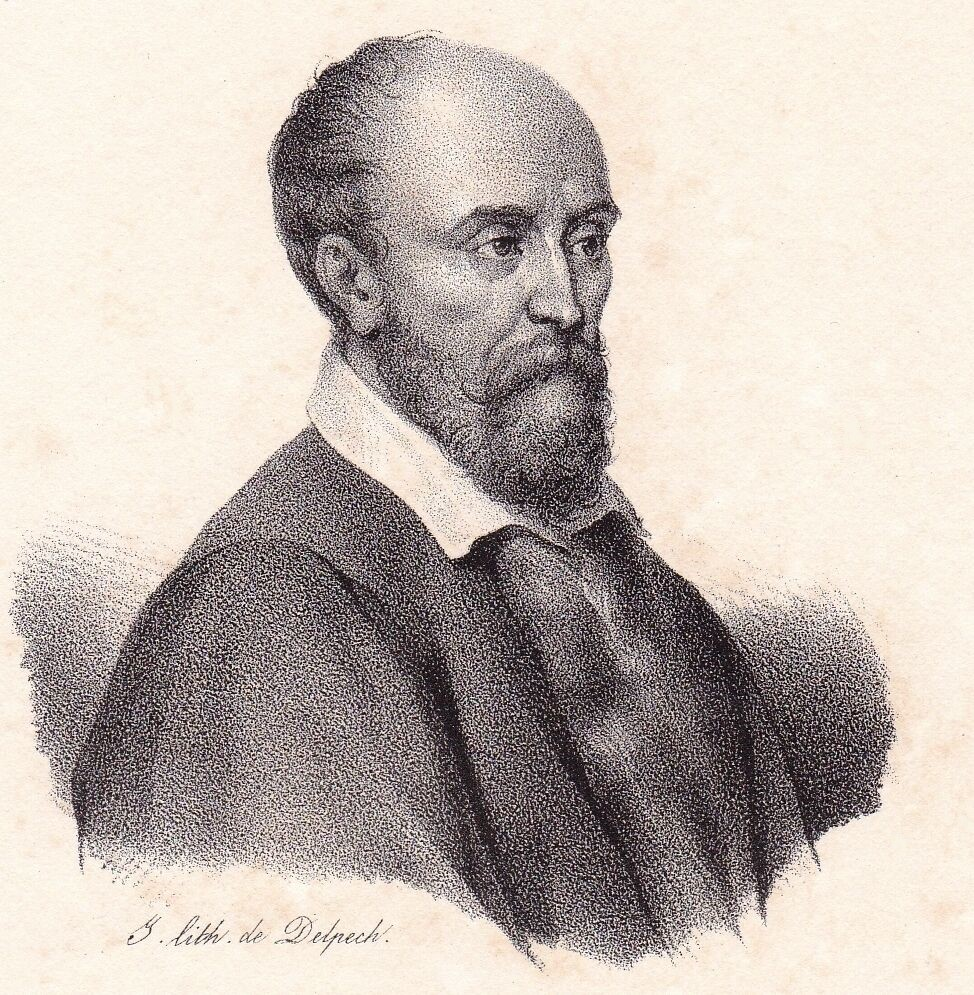
Pierre de Ronsard.

- Du Bellay es el autor de una Defensa e ilustración de la lengua francesa, el manifiesto de la Pléyade, que aboga por una poesía continuadora de los modelos clásicos grecorromanos e italianos. En su obra lírica cabe mencionar Antigüedades de Roma, efusiones poéticas provocadas por la contemplación de las ruinas de la civilización romana y Lamentos (Regrets), colección de sonetos de tono íntimo dirigidos a los poetas de la Pléyade.

- Ronsard cultivó la lírica clásica en sus Odas, que seguían al griego Píndaro y al romano Horacio. La amorosa en sus Amores, sonetos dedicados a la rica Casandra y a la joven campesina María que siguen el ejemplo del Cancionero de Petrarca. Himnos trata temas filosóficos, religiosos y políticos. También escribió un ambicioso poema épico nacional: la Francíada, que intenta emular la Eneida de Virgilio. Con los Sonetos a Elena vuelve los ojos a la poesía de amor en una obra de madurez.

En prosa novelesca destaca la sátira de Gargantúa y Pantagruel de Rabelais, donde se plantea un mundo al revés lleno de humor y fantasía, que tiene como fin último la crítica de las costumbres francesas.
La prosa didáctica tiene como gran figura a Michel de Montaigne, el creador del ensayo en su obra Ensayos (Essais, 1580), que inauguran un género que combina la reflexión personal con la opinión subjetiva y que se dirige a un lector cercano y curioso, interesado por el mundo contemporáneo.

## Inglaterra

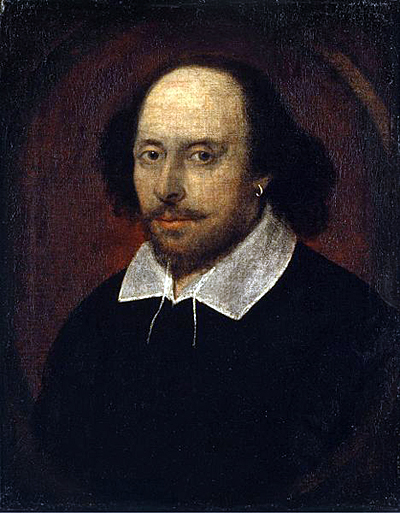
William Shakespeare.

El renacimiento llega tardíamente a las islas británicas. Es en la segunda mitad del siglo XVI, con el periodo isabelino (llamado así por tener lugar bajo la monarquía de Isabel I de Inglaterra), cuando la influencia clásica e italiana alcanza su plenitud. Es el teatro el campo más destacado.
Las obras dramáticas de entretenimiento (opuestas al propósito moralizante) volvieron al escenario. William Shakespeare es el dramaturgo más notable, pero hubo muchos más, como Christopher Marlowe o Ben Jonson. 
Del siglo XVI al XVIII los ejecutantes de la commedia dell'arte improvisaban en las calles de Italia y de Francia, pero algunas de las obras fueron escritas. Shakespeare partió del teatro popular y de la cultura grecolatina para crear nuevas comedias.
La lírica renacentista tiene su arranque en Thomas Wyatt, quien adaptó el soneto italiano a la métrica del inglés. Le siguieron Henry Howard, Philip Sidney y Edmund Spenser además de Shakespeare, que también escribió notables sonetos ingleses.
La épica está representada por La reina de las hadas de Edmund Spenser (1597) que seguía el modelo de Ludovico Ariosto del poema narrativo novelesco y colmado de peripecias.
La prosa humanística tiene su representante más eximio en Tomás Moro, creador de Utopía, donde se dibuja una sociedad ideal.